# Honi soit qui mal y pense

Wappen des Vereinigten Königreichs

Honi soit qui mal y pense [ɔni swa ki mal i pɑ̃s] (altfranzösisch; wörtlich „Beschämt sei, wer schlecht darüber denkt“), heutzutage Honni soit qui mal y pense (von französisch honnir „[ver]höhnen, verachten, verabscheuen, Schande jemandem“), ist eine anglonormannische Redewendung. Die Schreibweise honi ist eine altfranzösische Variante der heute im Französischen üblichen Schreibung honni. Da es damals jedoch keine verbindliche Orthographie gab, finden sich auch andere Schreibungen, beispielsweise Hony soyt quy mal y pense.
Der Satz ist die Devise des englischen Hosenbandordens. Da das ritterliche Ehrenzeichen des blauen Hosenbandes Bestandteil des Wappens des Vereinigten Königreichs von Großbritannien und Nordirland ist, erscheint dieser Schriftzug dort zusammen mit der Devise des englischen Königshauses Dieu et mon droit „Gott und mein Recht“.

## Wortgebrauch
Eine häufige deutschsprachige Übersetzung lautet:
„Ein Schelm, wer Böses dabei denkt.“
Allerdings versteht man das Wort Schelm heutzutage hauptsächlich in schmunzelhaft positiver Verbindung. Bis ins 18. Jahrhundert war dieses jedoch ein Schimpfwort für einen ehrlosen, unehrlichen Menschen, ein Synonym für „Bösewicht, Schurke, Betrüger, Dieb, Verräter“. Dem heutigen Sprachgebrauch entspräche daher eher die Formulierung:
„Ein Schuft, wer Böses dabei denkt“, oder eben „Schande über den, der Schlechtes dabei denkt“.
Der Sinnspruch wird heute im Deutschen, Englischen, Italienischen und auch im Französischen allerdings ironisch gebraucht, um bei anscheinend unverdächtigen oder als besonders moralisch dargestellten Handlungen auf versteckte Motive oder heimliche Nutznießer hinzuweisen bzw. erstere zu unterstellen.

## Herkunft
Als Urheber der Sentenz gilt der Gründer des Ordens, König Edward III. von England (1312–1377). Vermutlich sollte der Sinnspruch seinen Anspruch auf den französischen Thron unterstreichen – was wohl der Hauptgrund war, den Orden in Zeiten des Hundertjährigen Krieges zu stiften. Dies deuten insbesondere die Farben des Ordensbandes (Blau und Gold) an.
Im 15. Jahrhundert, als das Tragen eines garter (Hosenbandes) als dekoratives Kleidungsstück für Herren aus der Mode gekommen war und dieses nur noch von Damen unter dem Rock getragen wurde, kam es zur Herausbildung von Legenden darüber, wie ein vermeintlich weibliches Unterwäschestück zum Symbol des Ordens geworden sei. In diese wurde auch die Devise Honi soit qui mal y pense einbezogen. Der bekanntesten Version zufolge soll Edward bei einem Ball seiner angeblichen Geliebten, der Countess of Salisbury, mit diesen Worten ein beim Tanz verlorenes Strumpfband zurückgegeben haben.

## Bildergalerie

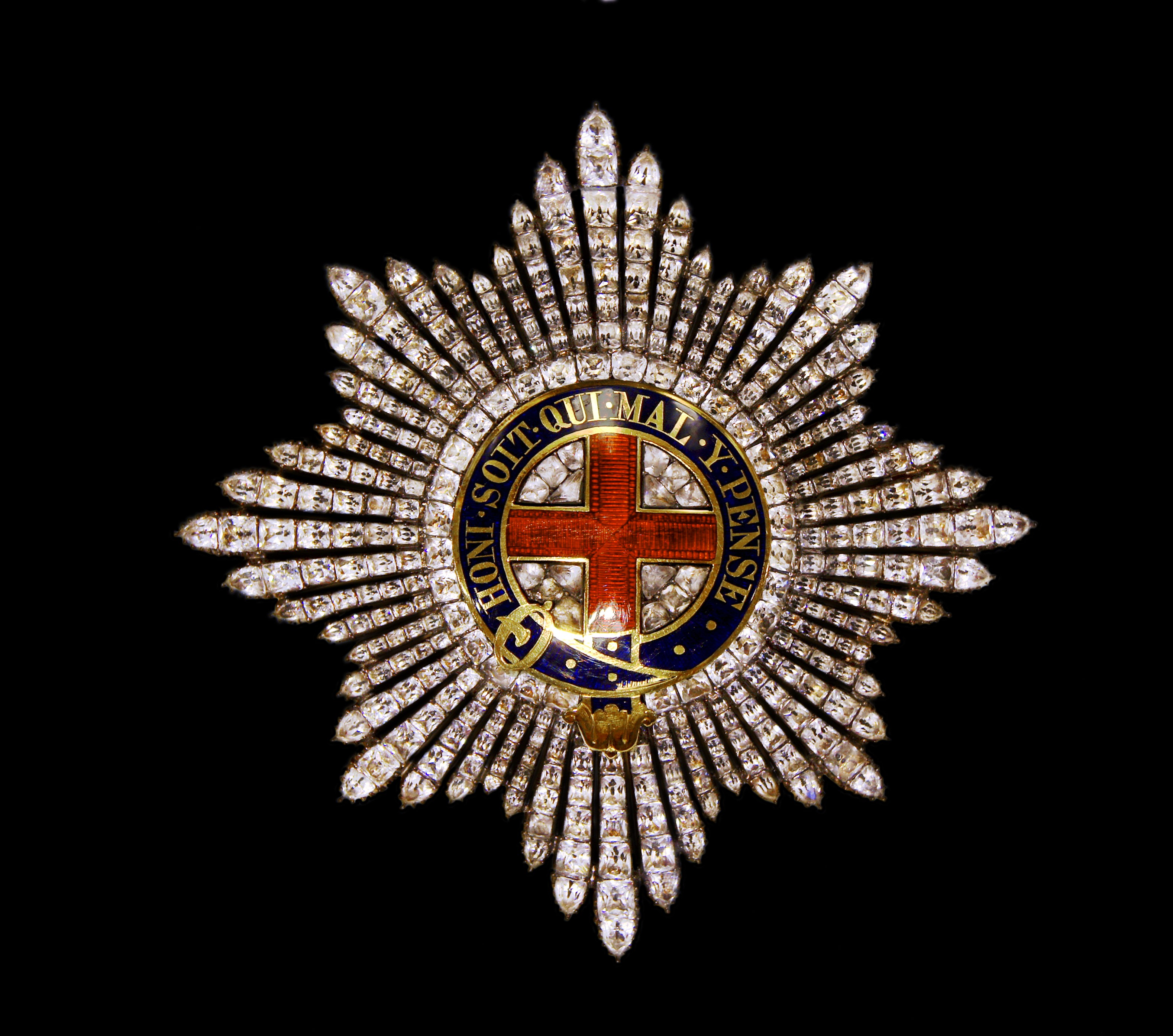
Bruststern des Hosenbandordens mit dem Schriftzug Honi soit qui mal y pense als Motto
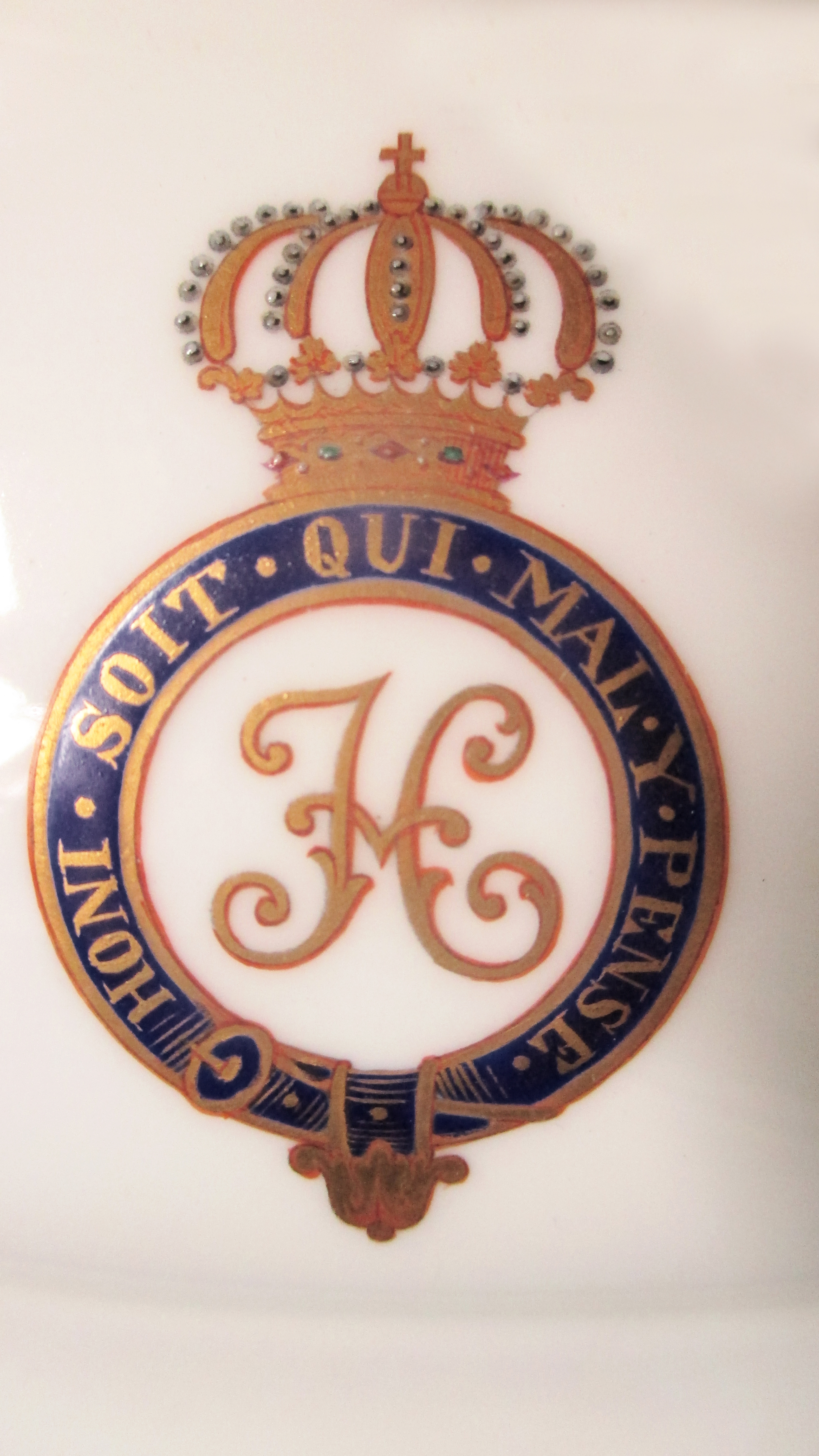
Band des Hosenbandordens und Monogramm des Prinzen Heinrich von Preußen auf dem Essgeschirr des Kaiserlichen Yacht-Clubs
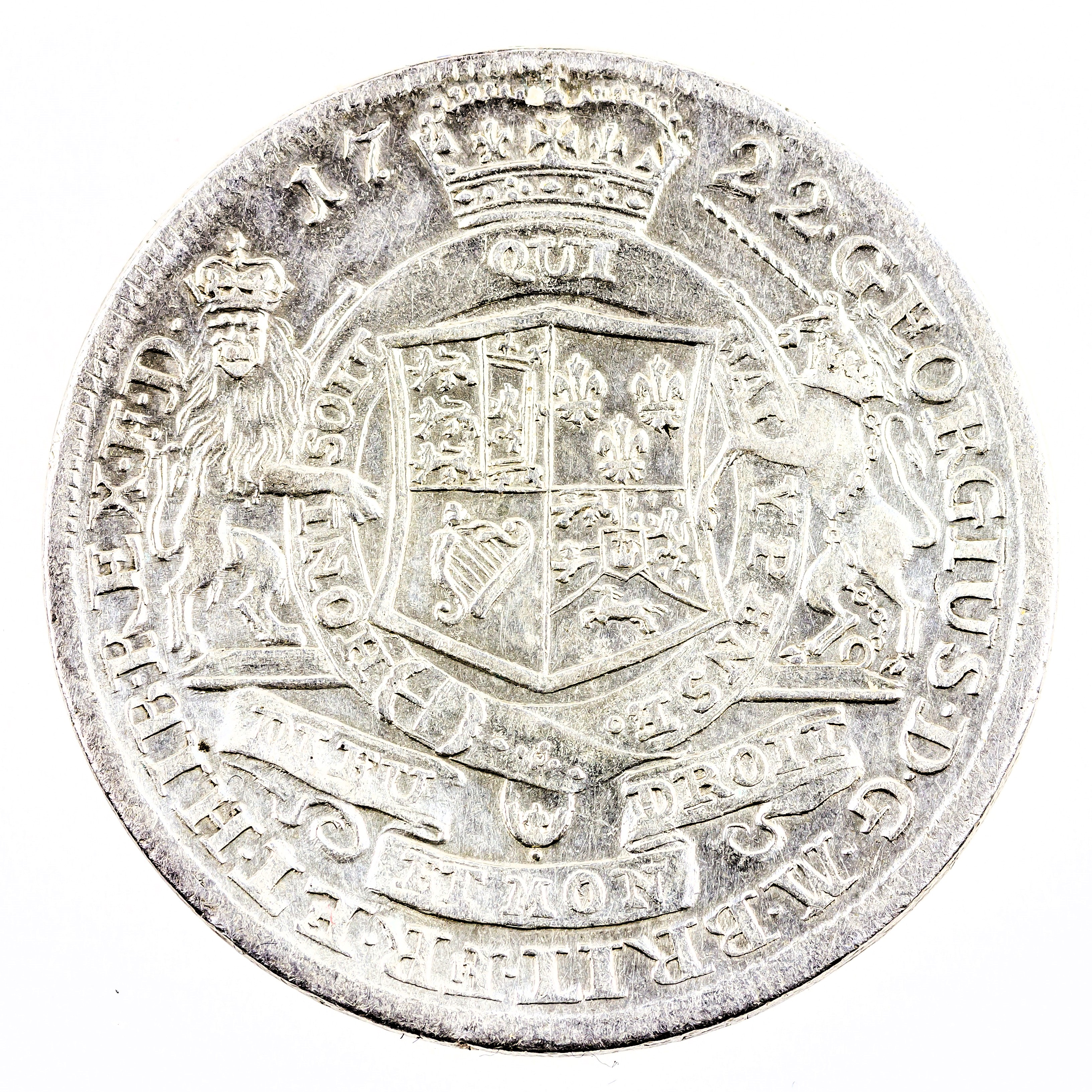
Königliches Wappen Großbritanniens (1714–1801) mit dem Band des Hosenbandordens auf einem Taler König Georgs I. als Kurfürst von Braunschweig-Lüneburg, 1722
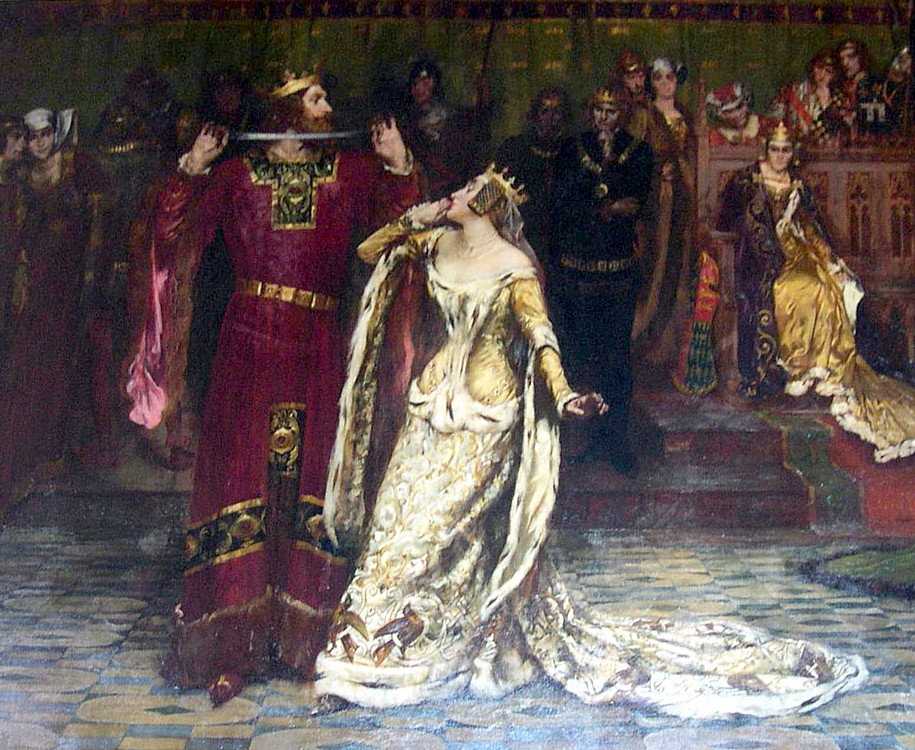
The Ceremony of the Garter (1901) von Albert Chevallier Tayler zeigt die legendäre Szene, auf die die Gründung des Hosenbandordens zurückgehen soll: König Eduard III. zeigt das Strumpfband seiner Geliebten